# Eleanor Tomlinson

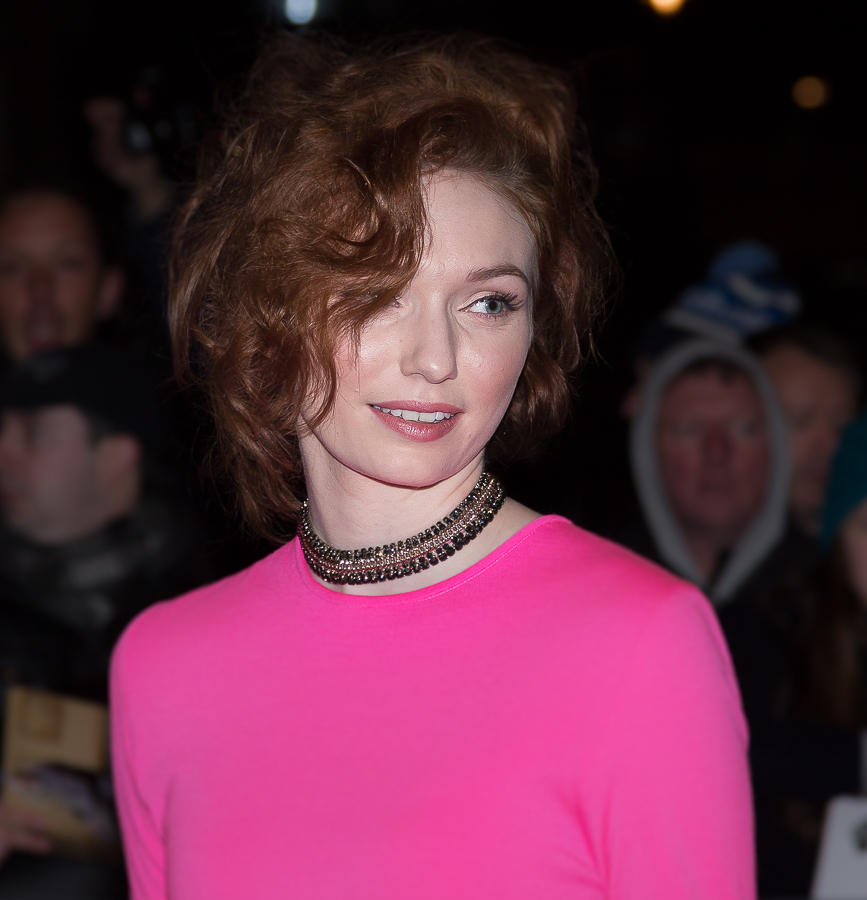
Eleanor Tomlinson (BIFA 2014)

Eleanor May Tomlinson (ur. 19 maja 1992 w Londynie) – brytyjska aktorka i modelka.

## Życiorys
Urodziła się w Londynie. W dzieciństwie przeprowadziła się wraz z rodziną do Beverley w hrabstwie East Riding of Yorkshire. Uczęszczała do tamtejszej Beverley High School. Jest córką aktora Malcolma Tomlinsona oraz piosenkarki Judith Hibbert. Ma brata, Rossa, który również jest aktorem.
W jej pierwszym występie w filmie kinowym zagrała młodą Sophie w filmie Iluzjonista. Wystąpiła m.in. w takich filmach, jak Angus, stringi i przytulanki w roli Jas i Alicja w Krainie Czarów w roli Fiony Chataway. W 2013 zagrała rolę księżniczki Isabelle w obrazie Bryana Singera – Jack pogromca olbrzymów.

## Wybrana filmografia
- Falling (2005) jako mała Daphne
- Iluzjonista (2006) jako młoda Sophie
- Einstein i Eddington (2007) jako Agnes Müller
- Angus, stringi i przytulanki (2008) jako Jas
- Przygody Sary Jane (2009) jako Eve
- Alicja w Krainie Czarów (2010) jako Fiona Chataway
- Jack pogromca olbrzymów (2013) jako księżniczka Isabelle
- Syberyjska edukacja (2013) jako Xenia
- Death Comes to Pemberley (2013) jako Georgiana Darcy (miniserial TV)
- Dwanaście prac Herkulesa  (2013) jako Alice Cunningham
- Biała królowa (2013) jako  Isabel Neville (serial TV)
- Styria (2014) jako Lara
- Poldark (2015-2019) jako Demelza Poldark (serial TV)
- Alleycats (2016) jako Danni Robson
- Twój Vincent (2017) jako Adeline Ravoux (głos)
- Colette (2017) jako Georgie Raoul-Duval
- Ordeal by Innocence (2018) jako Mary Durrant (miniserial)
- Wojna światów (2019) jako Amy (miniserial)
- Pokochaj, poślub, powtórz (2020) jako Hayley
- Nierealne (2021) jako Mary Brighton (serial TV)
- Wyjęci spod prawa (The Outlaws; 2021-2022) jako Lady Gabriella Penrose-Howe (serial TV)
- The Couple Next Door (2023) jako Evie (serial TV)
- Światełko (A Small Light; 2023) jako Tess (miniserial)
- Jeden dzień (One Day; 2024) jako Sylvie (miniserial)